# Aplomb
Het begrip aplomb komt uit het Frans ("à plomb", ofwel "met het schietlood"), waar het oorspronkelijk 'loodrecht', 'verticaal' betekende en later ook 'in evenwicht'.
Behalve de letterlijke vertaling wordt het begrip ook gebruikt voor een afgeleide betekenis, een persoon die in figuurlijke zin in balans is. Vooral in deze betekenis heeft het woord ingang gevonden in de Nederlandse taal met als connotatie dat iemand met aplomb geestelijk in evenwicht is en hierdoor zelfvertrouwen en doortastendheid uitstraalt. Een handeling of een daad die met aplomb verricht wordt of een mening die hiermee verkondigd wordt, geschiedt op zelfverzekerde wijze. In de letterlijke betekenis is de term in gebruik gebleven binnen het ballet en yoga als vakterm voor de balans en de stabiliteit van het lichaam.